# Constantin Bălăceanu-Stolnici
Constantin Bălăceanu-Stolnici (n. 6 iulie 1923, București, România – d. 20 august 2023, București, România) a fost un om de știință român, medic neurolog, profesor de neuropsihologie și anatomie a sistemului nervos, membru de onoare al Academiei Române, membru al Academiei Oamenilor de Știință din România și al Academiei de Științe Medicale din România. Bălăceanu-Stolnici a fost un informator al Securității, acuzat de a fi avut o activitate cu urmări grave pentru victimele delațiunii sale.

## Origine și educație
Bălăceanu-Stolnici a fost un descendent al Bălăcenilor, veche familie boierească aparținând nobilimii pământene, căreia în secolul al XVII-lea aula imperială vieneză i-a conferit titlul de conte al Sfântului Imperiu Romano-German și i-a concesionat stema.
Bălăceanu-Stolnici a urmat Liceul „I.C. Brătianu” din Pitești, unde a dat bacalaureatul în 1941. Între anii 1941-1947 urmează cursurile Facultății de Medicină din București, obținând în 1948 titlul de Doctor în Medicină și Chirurgie, cu teza Considerații asupra complexului cerebelo-dento-olivar, realizată sub conducerea profesorului Ion T. Niculescu. În 1967 a fost confirmat Doctor în Științe Medicale de către IMF-București și Ministerul Învățământului.

## Activitatea profesională

### Activitatea didactică
- 1944-1949 preparator și asistent la catedra de Anatomie (prof. Gr.T. Popa și apoi prof. E. Repciuc).
- 1949-1952 asistent la catedra de Neurologie (prof. N. Ionescu-Sisești). În 1952 este exclus de la catedră și din Institutul Medico-Farmaceutic, pe motive politice.
- 1971-1972 profesor suplinitor la catedra de Cibernetică generală la Facultatea de Filozofie a Universității din București.
- Președinte de Onoare al Universității Ecologice din București și profesor de Neuropsihologie și Anatomie a Sistemului Nervos, profesor de Istoria Culturii și Științei.
- Președinte al Societății Ateneul Român.
- Profesor asociat la Universitatea din Newcastle-upon-Tyne (Anglia), Universitatea Pontificală din Porto Alegre (Brazilia), Universidad Internacional Menéndez Pelayo din Santander (Spania), Academia Medicală Cataloneză din Barcelona (Spania), Colegiul de Medicină din Paris (Franța).

### Activitatea de asistență medicală, organizatorică și de conducere
- Extern (1943-1946) și Intern prin concurs (1947-1949) al spitalelor din București.
- Ultimul președinte al Societății internilor și foștilor interni, desființată în mod abuziv în 1948.
- Medic specialist neurolog la Spitalul Colentina (1952-1957) și la Spitalul Dr. Cantacuzino (1957-1965).
- Medic primar neurolog prin concurs la Spitalul "Gheorghe Marinescu" din București (1965-1970).
- Medic primar geriatru și șef de secție la Institutul Național de Gerontologie (1974-1993), din 1991 director general al Institutului.
- Șeful Serviciului Metodologic de Neurologie și Neurochirurgie (1965-1970), cu sarcina de coordonare a activității rețelei naționale medicale în aceste specialități.

### Funcții ocupate
- Director de Onoare al Institutului de Antropologie "Fr. I. Rainer" al Academiei Române
- Președintele de Onoare al Societății Academice de Antropologie.
- Efor testamentar al Așezămintelor Brâncovenești (Biserica Domnița Bălașa).
- Membru al Adunării Naționale și al Consiliului Național al Bisericii Ortodoxe Române.
- Președinte al Societății Ateneul Român.
- Director onorific al Institutului de Antropologie al Academiei Române.
- Președinte de onoare al Universității Ecologice din București.
- Președinte al familiarilor Ordinului de Malta din România.
- Președinte C.I.A.D.O. România[2]

### Distincții primite
- Doctor honoris causa al Universității "Gr.T.Popa" din Iași, al Universității din Petroșani și al Universității Ecologice din București
- Decorat cu "Crucea Patriarhală"
- Laureat al "Marelui Premiu" al Societății Franceze de Sinteze Înalte
- Meritul Maltez în grad de Ofițer
- Ordinul Steaua României în grad de Cavaler
- Membru de onoare al Grupului de Acțiune Antidrog - România
- Medalia Regele Mihai I pentru Loialitate

## Activitatea de informator al Securității
În 24 aprilie 2007, ziarul "Cotidianul" a dezvăluit faptul că Bălăceanu-Stolnici a fost informator al Securității începând cu anul 1974, având numele de cod "Laurențiu".[nefuncțională]

Acesta a recunoscut că a semnat notele informative cu pseudonimul Laurențiu, ca informator, pe vremea când era șef de secție în cadrul Institutului Ana Aslan (1974-1993).
Chiar dacă legătura sa cu Securitatea a fost făcută cunoscută după 1989, dosarele din arhivele CNSAS au scos însă la iveală că delațiunile semnate de academician cu numele de cod „Laurențiu” nu se refereau doar la pacienții săi străini de la Spitalul „Elias”, așa cum a mărturisit, ci și „la Regele Mihai, la legionari, la Ion Rațiu”.
În ediția Cotidianul din data de 28 noiembrie 2007, articolul intitulat „Bălăceanu-Stolnici, complice la asasinatele de la Europa Liberă” prezintă documente (înscrisuri pe care era dactilografiat numele de cod „Laurențiu”), prin care planuri ale casei lui Vlad Georgescu au fost trimise către fosta conducere comunistă. Consiliul Național pentru Studierea Arhivelor Securității nu a confirmat autenticitatea acestor documente.
Într-un interviu acordat jurnaliștilor de la Cotidianul, Constantin Bălăceanu-Stolnici neagă însă aceste afirmații. Cu toate că recunoaște faptul că îl cunoștea pe Vlad Georgescu, acesta nu își explică cum au apărut aceste detalii în dosarul cu numele lui de cod ("Laurențiu") și neagă faptul că Securitatea i-ar fi cerut vreodată să ofere planul casei lui Vlad Georgescu.
Într-un articol demascator-satiric, jurnalistul Neculai Constantin Munteanu, fost editor la Radio Europa Liberă, îl plasează pe Bălăceanu-Stolnici pe locul 4 într-un Top 5 al celor mai scârboși informatori ai Securității: „A lucrat pentru Securitate până la revoluție. În decembrie 1989 era propus pentru trecerea la un nivel superior al muncii informative la Directia a III-a, Contraspionaj. Ironia sorții, revoluția a pus capăt carierei unui turnător cu vocație și cu perspective. Un destin frânt!”

## Publicații

### Neuroștiință
- Elemente de Anatomie și Fiziologie a Sistemului Nervos, 1948
- Cibernetica (în colab. cu Edmond Nicolau), 1961
- Elemente de neurocibernetică (în colab. cu Edmond Nicolau), 1967
- Les fondements cybernétiques de l'activité nerveuse, Paris 1971
- Personalitatea umană - o interpretare cibernetică (în colab. cu Edmond Nicolau), 1972
- Fundamentos de neuro- e psicocibernetica (în colab. cu Edmond Nicolau și L. Hollands jr.), Brazilia 1974
- Équilibre du corps et de la pensée (în colab. cu R. Bizé), Paris 1968
- Precursori români în cibernetică, 1979
- De la Ampère la Wiener (lucrare colectivă), 1981
- Neurogeriatria, 1984
- Anatomiștii în căutarea sufletului, 1981
- Dialoguri despre cele văzute și nevăzute, 1995
- Tratat de geriatrie practică, 1998
- Neuropsihologia postmodernistă, 2000
- Structuri centrale ale sistemului nervos, 2001
- Incursiune în lumea sufletului. O abordare antropologică(Editura Paideia), 2003

### Diverse
- Cele Trei Săgeți - studiu de istorie națională, 1995
- Saga baronilor du Mont. 900 de ani de istorie politică și militară a Europei, 1995
- Introducere în studiul kabbalei iudaice și creștine, 1996
- Cunoaștere și știință, 1998
- Saga Bălăcenilor, 2001
- Kabbala, între gnoză și magie, 2004
- Antropogeneza și geneza culturii (în colab. cu Ligia Apavaloae), 2006
- Incursiune în antropogeneză (în colaborare cu Cristiana Glavce, Florina Raicu, Ligia Apăvăloae), 2006
- Gândirea magică, geneză și evoluție (în colaborare cu Magdalena Berescu), 2009